# Municipio de Dalbo
El municipio de Dalbo (en inglés: Dalbo Township) es un municipio ubicado en el condado de Isanti en el estado estadounidense de Minnesota. En el año 2010 tenía una población de 743 habitantes y una densidad poblacional de 7,93 personas por km².

## Geografía
El municipio de Dalbo se encuentra ubicado en las coordenadas 45°41′23″N 93°27′20″O / 45.68972, -93.45556. Según la Oficina del Censo de los Estados Unidos, el municipio tiene una superficie total de 93.7 km², de la cual 91,59 km² corresponden a tierra firme y (2,26 %) 2,11 km² es agua.

## Demografía
Según el censo de 2010, había 743 personas residiendo en el municipio de Dalbo. La densidad de población era de 7,93 hab./km². De los 743 habitantes, el municipio de Dalbo estaba compuesto por el 98,79 % blancos, el 0,13 % eran afroamericanos, el 0,27 % eran asiáticos y el 0,81 % eran de una mezcla de razas. Del total de la población el 0,67 % eran hispanos o latinos de cualquier raza.